# Наследственная изменчивость
Насле́дственная изме́нчивость (генотипи́ческая изменчивость) обусловлена возникновением разных типов мутаций и их комбинаций, которые передаются по наследству и впоследствии проявляются у потомства.
Чарльз Дарвин назвал такой тип изменчивости неопределённой, поскольку изначально невозможно определить, какие проявятся изменения, кроме того, они всегда индивидуальны.
В каждой достаточно долго существующей совокупности особей спонтанно и ненаправленно возникают различные мутации, которые в дальнейшем комбинируются более или менее случайно с разными уже имеющимися в совокупности наследственными свойствами.
Изменчивость, обусловленную возникновением мутаций, называют мутационной, а обусловленную дальнейшей рекомбинацией генов в результате скрещивания — комбинативной.

## Комбинативная изменчивость
Комбинативная изменчивость — изменчивость, которая возникает вследствие рекомбинации генов во время слияния гамет. Основные причины:
- независимое расхождение хромосом во время мейоза;
- случайная встреча гамет, а вследствие этого и сочетания хромосом во время оплодотворения;
- рекомбинация генов вследствие кроссинговера.

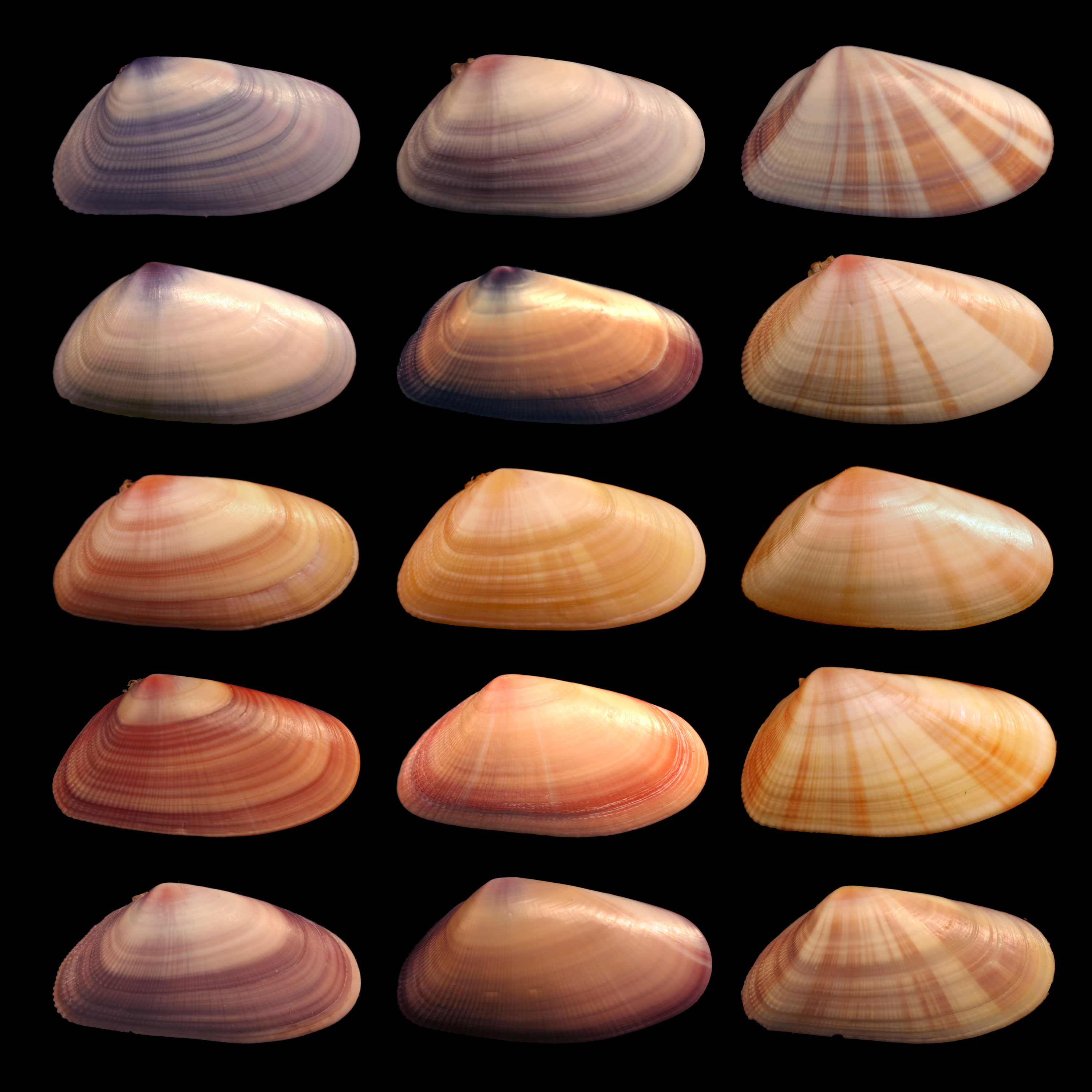
Изменчивость моллюсков Donax variabilis

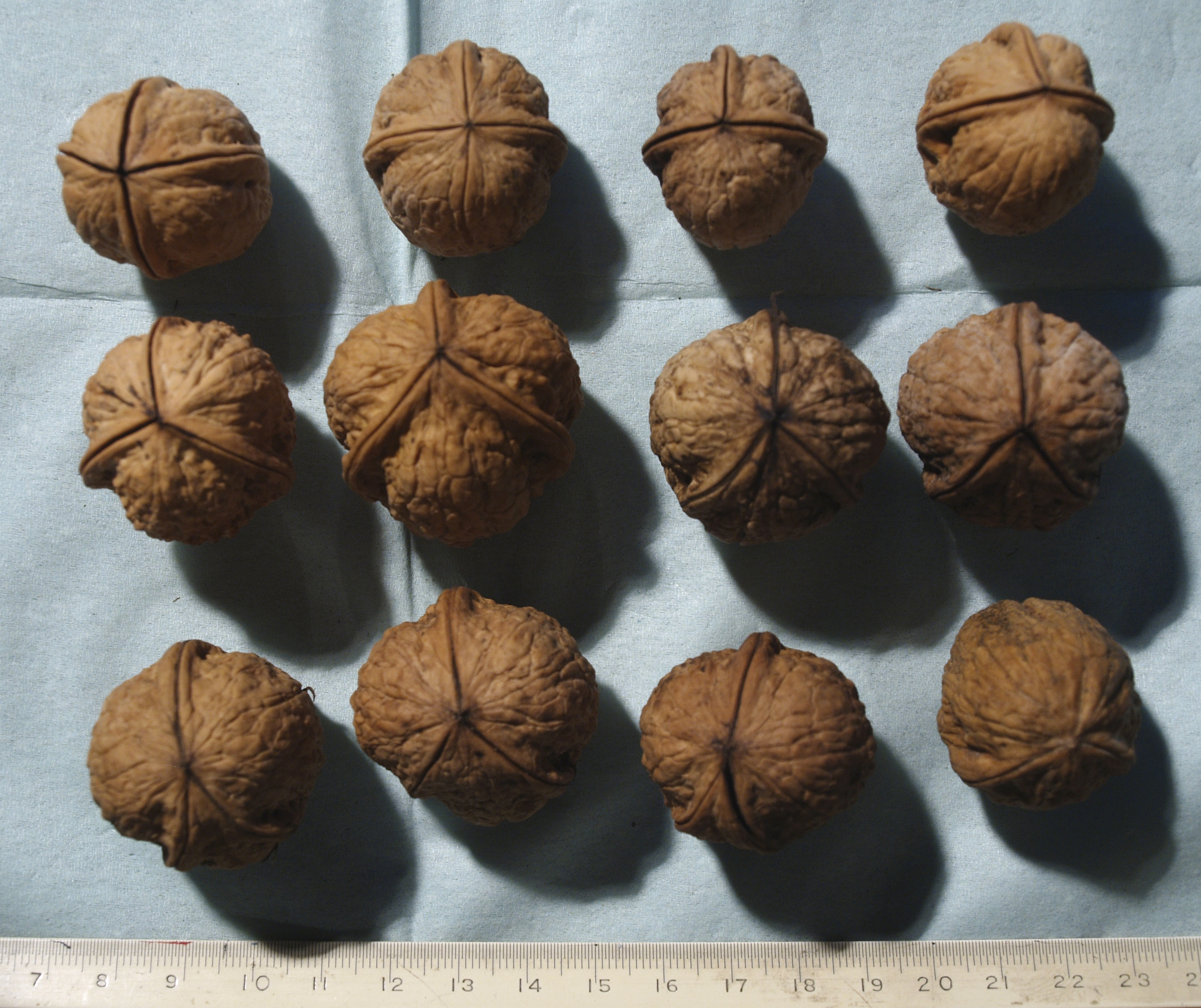
Изменчивость грецких орехов

## Мутационная изменчивость
Мутационная изменчивость — изменчивость, вызванная действием на организм мутагенов, вследствие чего возникают мутации (реорганизация репродуктивных структур клетки). Мутагены бывают физические, химические и биологические.

## Мутационная теория
Основные положения мутационной теории в 1901—1903 годах разработал Гуго де Фриз, и написал о ней в своей работе The Mutation Theory. Эта работа отвергала бытовавшее в то время понимание наследования как основного механизма изменчивости в теории Дарвина. Взамен он ввел термин «мутация», обозначавший неожиданное появление новых признаков в фенотипе, не вызванное наследственностью. Основные положения теории:
1. Мутации возникают внезапно, скачкообразно, как дискретные изменения признаков.
2. В отличие от ненаследственных изменений мутации представляют собой качественные изменения, которые передаются из поколения в поколение.
3. Мутации проявляются по-разному и могут быть как полезными, так и вредными, как доминантными, так и рецессивными.
4. Вероятность обнаружения мутаций зависит от числа исследованных особей.
5. Сходные мутации могут возникать повторно.
6. Мутации ненаправленны (спонтанны), то есть мутировать может любой участок хромосомы, вызывая изменения как незначительных, так и жизненно важных признаков.

Почти любое изменение в структуре или количестве хромосом, при котором клетка сохраняет способность к самовоспроизведению, обусловливает наследственное изменение признаков организма. По характеру изменения генома, то есть совокупности генов, заключенных в гаплоидном наборе хромосом, различают генные, хромосомные и геномные мутации.

## Роль в эволюции
На наследственной изменчивости основано всё разнообразие индивидуальных различий, которые включают:
- Как резкие качественные различия, не связанные друг с другом переходными формами, так и чисто количественные различия, образующие непрерывные ряды, в которых близкие члены ряда могут отличаться друг от друга сколь угодно мало;
- Как изменения отдельных признаков и свойств (независимая изменчивость), так и взаимосвязанные изменения ряда признаков (коррелятивная изменчивость);
- Как изменения, имеющие приспособительное значение (адаптивная изменчивость), так и изменения «безразличные» или даже снижающие жизнеспособность их носителей (неадаптивная изменчивость).

Все эти типы наследственных изменений составляют материал эволюционного процесса (см. Микроэволюция).
В индивидуальном развитии организма проявление наследственных признаков и свойств всегда определяется не только основными, ответственными за данные признаки и свойства генами, но и их взаимодействием со многими другими генами, составляющими генотип особи, а также условиями внешней среды, в которой протекает развитие организма.
Неоспоримо важна точность при передаче генетической информации в ряду поколений, однако чрезмерная консервация генетической информации, заключенной в отдельных генетических локусах, может быть вредной для организма и вида в целом.
Эволюционно сложившиеся отношения между точностью функционирования генетических систем и частотой ошибок, возникающих при воспроизведении генетической информации отдельных генетических локусов, четко сбалансированы между собой, и уже установлено, что в ряде случаев являются регулируемыми. Запрограммированные и случайные наследуемые изменения генома, называемые мутациями, могут сопровождаться колоссальными количественными и качественными изменениями в экспрессии генов.

## Примеры нормы генетических изменений
- одним из механизмов, лежащих в основе возникновения разнообразия антител, являются запрограммированные изменения генов иммуноглобулинов, которые закрепляются в геноме лимфоцитов в результате их отбора в онтогенезе.
- Высокий темп изменений некоторых генетических локусов у паразитических организмов, например, у трипаносом, в результате которых меняется структура антигенных детерминант на поверхности их клеток, необходим для их выживания, так как помогает этим организмам избежать нейтрализующего действия иммунной системы организма-хозяина.
- абсолютный консерватизм в передаче генетической информации по вертикали сделал бы невозможным филогенетическое развитие организмов, их эволюционные преобразования, приведшие, в конечном счете, к тому разнообразию биологических видов, которое сегодня наблюдается в природе.